# Skořicový cukr

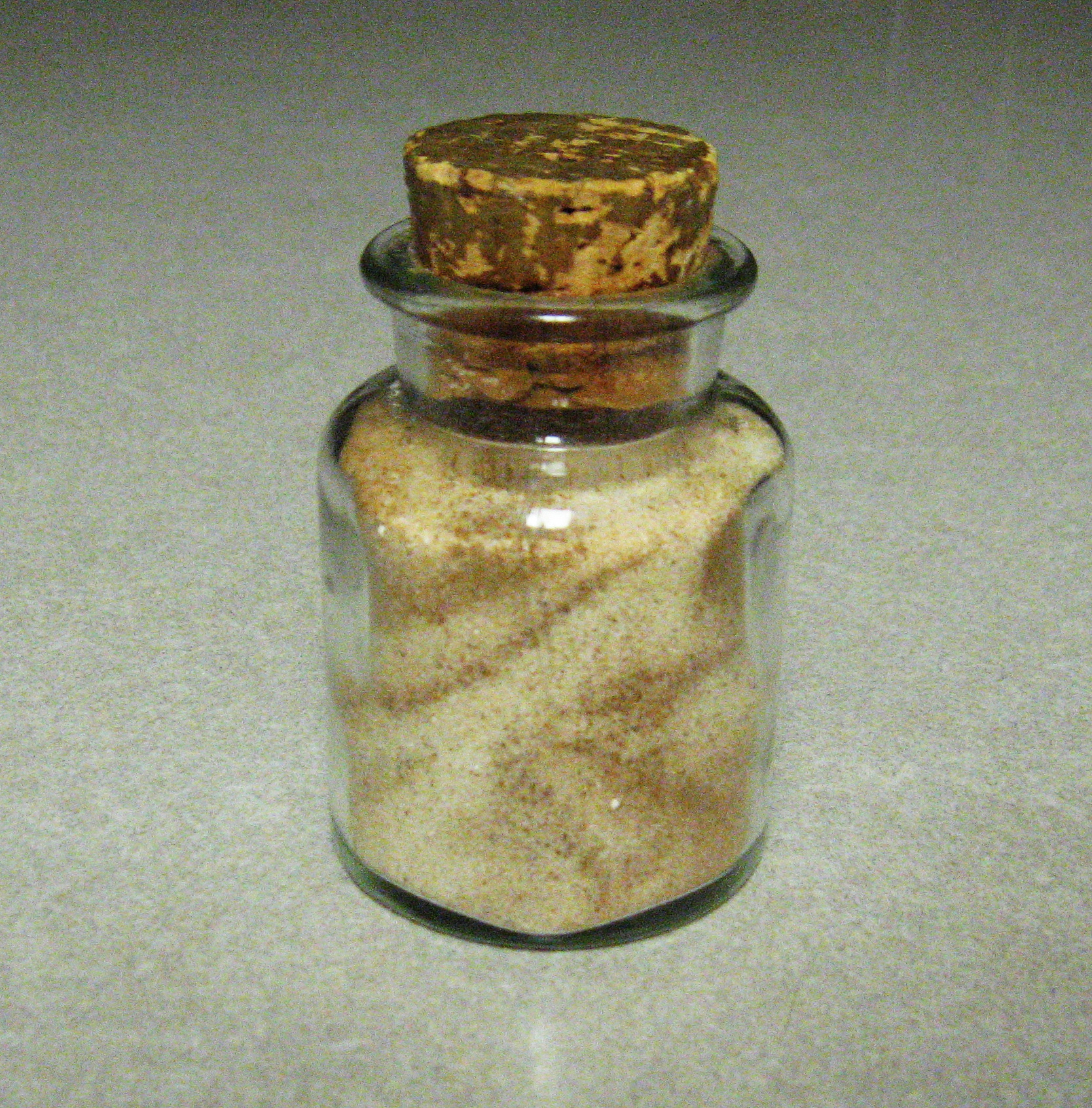
Lahev plná domácího skořicového cukru

Skořicový cukr je směs granulovaného cukru (sacharózy) a skořice. Používá se na ochucení různých dezertů, ale i vánočního cukroví, churros nebo sladkých toastů. Skořicovým cukrem lze také ochutit jablka nebo müsli.
Má výrazně hnědou barvu. Nejčastěji se prodává průmyslově vyráběný v sáčcích, ale z cukru a skořice ho lze snadno vyrobit i doma.